# Монбау (станция метро, Барселона)
Монбау (кат. Montbau) — станция Барселонского метрополитена, расположенная на линии 3. Открытие станции состоялось 6 ноября 1985 года в составе участка "Лессепс" - "Монбау". Станция расположена в одноимённом районе округа Орта-Гинардо Барселоны. До продления линии в 2001 году до станции "Каньелес", станция являлась конечной на линии 3.

## Вестибюли
Станция располагает единственным вестибюлем, расположенным под магистралью Ронда де Дальт  (кат. Ronda de Dalt), и имеющим 3 выхода поверхность.
Выход на западную сторону магистрали ведёт к проспекту Валь д'Эброн (кат. Passeig de la Vall d'Hebron), который является дублёром магистрали, а также к госпиталю банка "Кайча Каталунья" (кат. Hospital Caixa Catalunya).
Выход на восточную сторону магистрали ведёт к улице Паре Мариана (кат. Carrer del Pare Mariana), а также к теннисному центру района Валь д'Эброн (кат. Centre Municipal de Tennis Vall d'Hebrón).

## Платформа
У станции 2 береговые платформы длиной 91 метр и шириной 4 метра. Коридоры, ведущие к выходу в город, расположены по середине каждой из платформ.